# Genar Andrinua
Genar Andrinua Kortabarria, noto anche come Genaro Andrinúa (Bilbao, 9 maggio 1964), è un ex calciatore spagnolo, di ruolo difensore.

## Carriera
Fu dal 1990 al 1997 il capitano dell'Athletic Club.
Con la Spagna giocò (dal 1987 al 1990) 28 partite andando a segno 2 volte. Partecipò al campionato d'Europa 1988 e al campionato del mondo 1990.

## Palmarès
- Campionato spagnolo: 1

Athletic Bilbao: 1983-1984
- Coppa di Spagna: 1

Athletic Bilbao: 1984
- Supercoppa di Spagna: 1

Athletic Bilbao: 1984